# Mindjet
Mindjet（原名：MindManager、MindMan）是由Mindjet公司开发的一款商业项目管理的应用程序，可以让用户通过思维导图的方法进行可视化的知识管理。截至2011年12月，Mindjet拥有约200万用户，當中包括可口可乐、迪斯尼、IBM及沃尔玛等著名客户。

## 特点
Mindjet 可以让使用者通过创作思维导图的方式，以促进团队的沟通协作和项目管理信息的可视化工具。用户可以将脑中的各种想法和灵感记录下来进行知识管理，并进行发散性思维和头脑风暴法将知识进行创新和分享。
Mindjet 通过使用云存储让用户在多个操作平台对文件进行查看及操作，还可以和其他许多软件，如PowerPoint、Word、Excel、Adobe Reader等进行关联，进行内容的导入和导出，拓展了应用的范围和深度。

## 应用
Mindjet 的应用可以分为三类，分别是头脑风暴、项目管理和会议管理。
头脑风暴
在大多数会议上，您将会把每个人的想法写在白板上，会议结束后几乎忘记了一半。传统的一维头脑风暴只能实现部分目标，MindManager思维导图软件可以将您最好的想法放进同一文件包，不断更新，方便查阅并保持新鲜。随着项目的展开，不断扩大概念和方法，而不失去有价值的信息和时间。MindManager让您将所有的想法建立在一处，在原有基础上扩建信息，想法及信息随工程开展不断建立增加。
会议管理
没有组织的会议无法把想法变成行动。不断地更换会议议程，突然转移话题您会突然摸不清头脑，唯一的解决方案似乎就是再开另一个会议。但让事情变得更糟的是，您包括您的远程员工会感到断了联系，导致会议无法继续进行。MindManager可以帮助让您的会议更富有成效，推动所有的参与者充分参与到会议中，做好准备，增加会议的价值。
项目管理
一个项目的成功取决于有效的人员管理。 无论是小团队运作，还是复杂的项目，MindManager都可以帮您创建一个成功的蓝图，权衡各种利弊后保持团队的一致决定，确定项目在最终的预期内符合您的期望。

## 发展
程序的初代版本于1994年以“MindMan—The Creative MindManager”命名在 Windows 操作平台上发布，1999年更名为“MindManager”。Mac OS X 版本的程序于2006年发布，iOS 和 Android 版本于2011年发布。随后公司收购 Thinking Space 和 Cohuman ，开发成基于云服务的配合 MindManager 使用的 Mindjet Connect。2012年9月，公司将所有的软件合并成一个单一的产品，称为 Mindjet。

## 版本
| 日期             | 名称                      | 操作系统                               | 语言                   |
| ---------------- | ------------------------- | -------------------------------------- | ---------------------- |
| 1994             | MindMan 1.0               | Microsoft Windows                      | 英语, 德语             |
| 1996             | MindMan 2.0               | Microsoft Windows                      | 英语, 德语             |
| 1997             | MindMan 3.0               | Microsoft Windows                      | 英语, 德语             |
| 1998             | MindManager 3.5           | Microsoft Windows                      | 英语, 德语             |
| 1999             | MindManager 4             | Microsoft Windows                      | 英语, 德语             |
| 2000             | MindManager 2002          | Microsoft Windows                      | 英语, 德语             |
| 2002             | MindManager               | Palm OS, Microsoft Windows Mobile      | 英语, 德语             |
| 2003             | MindManager for Tablet PC | Microsoft Windows XP Tablet PC Edition | 英语, 德语             |
| 2003             | MindManager X5            | Microsoft Windows                      | 英语, 德语             |
| 2005             | MindManager 6             | Microsoft Windows                      | 英语, 德语             |
| 2006             | MindManager 6             | Microsoft Windows                      | 法语, 日语             |
| 2006             | MindManager 6             | Mac OS X                               | 英语, 德语, 法语, 日语 |
| 2007             | MindManager 7             | Mac OS X, Microsoft Windows            | 英语, 德语, 法语, 日语 |
| 2008             | Mindjet Connect           | Microsoft Windows                      | 英语, 德语             |
| 2008             | MindManager Web           | All (Adobe Flash)                      | 英语, 德语             |
| 2008             | MindManager 8             | Microsoft Windows                      | 英语, 德语, 法语, 日语 |
| 2009             | Mindjet Catalyst          | Web                                    | 英语, 德语             |
| 2010             | MindManager 8             | Mac OS X                               | 英语, 德语, 法语, 日语 |
| 2010             | MindManager 9             | Microsoft Windows                      | 英语, 德语, 日语       |
| 2011             | MindManager 9             | Mac OS X                               | 英语, 日语             |
| 2012             | MindManager 2012          | Microsoft Windows                      | 英语, 德语, 法语, 日语 |
| 2012             | MindManager 11            | Microsoft Windows                      | 英语, 德语, 法语, 日语 |
| 2013             | MindManager 10            | Mac OS X                               | 英语                   |
| 2013             | MindManager 14            | Microsoft Windows                      | 英语, 德语, 法语, 日语 |
| 2014 (September) | MindManager 15            | Microsoft Windows                      | 英语, 德语, 法语, 日语 |